# Großer Preis von Italien 1936

Das Autodromo di Milano in seiner befahrenen Version

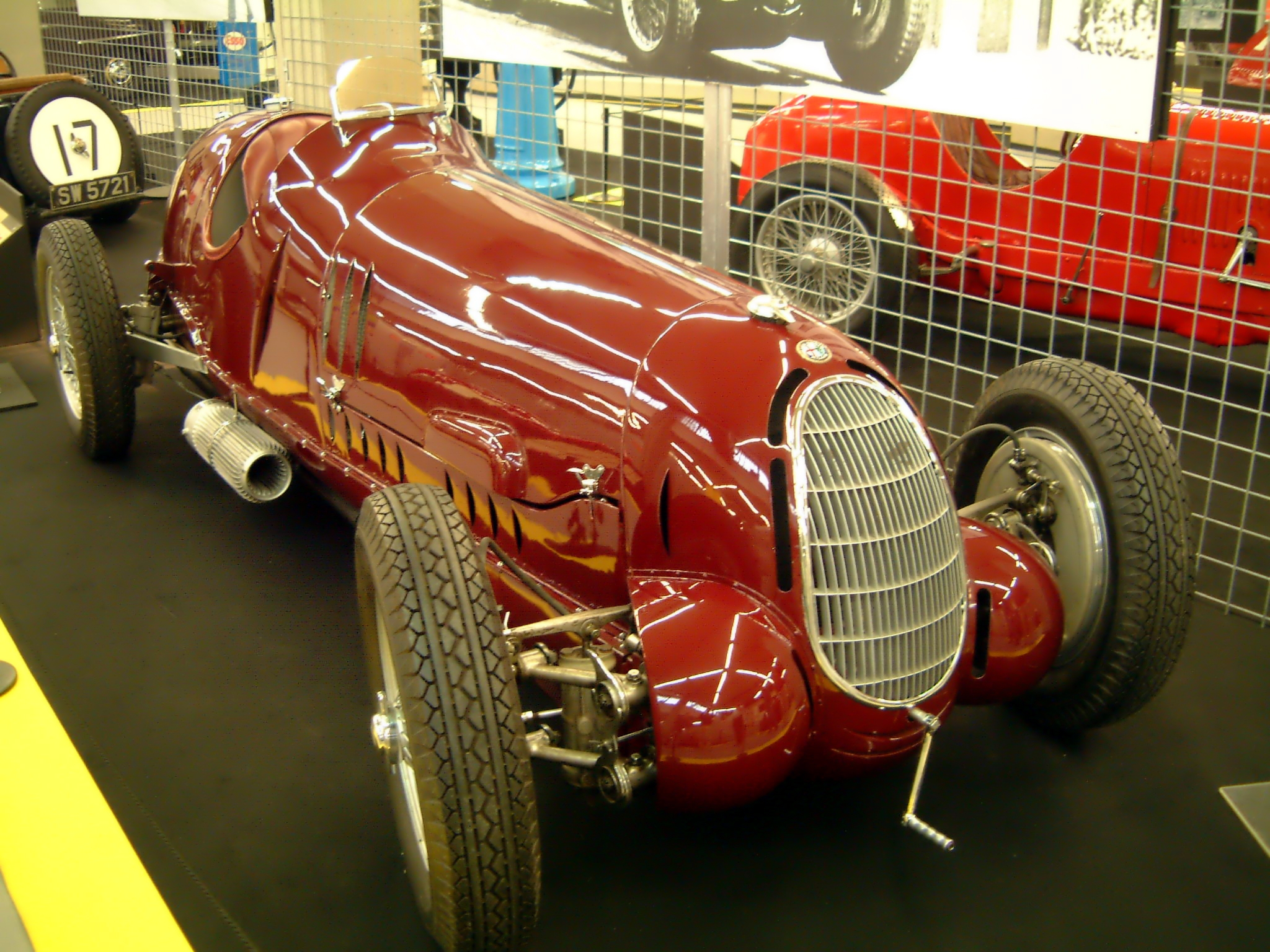
Alfa Romeo 12C-36

Der XV. Große Preis von Italien fand am 13. September 1936 auf dem Autodromo di Milano in Monza statt. Als Grande Épreuve zählte er zur Grand-Prix-Europameisterschaft 1936 und wurde nach den Bestimmungen der Internationalen Grand-Prix-Formel (Rennwagen bis maximal 750 kg Leergewicht; 85 cm Mindestbreite; Renndistanz mindestens 500 km) über 72 Runden à 7,0 km ausgetragen, was einer Gesamtdistanz von 504,0 km entsprach.
Sieger wurde Bernd Rosemeyer auf einem Auto Union Typ C, der sich damit gleichzeitig Titel des Europameisters sicherte.

## Rennen
Nach dem abermaligen Scheitern beim Schweizer Grand Prix hatte sich Mercedes-Benz für den Rest der Saison ganz von der Grand-Prix-Bühne zurückgezogen, um sich auf die Entwicklung eines neuen Modells für 1937 zu konzentrieren. So war das Team der Auto Union, das die Saison bislang dominiert hatte, auch für das letzte Grande Épreuve des Jahres klar in der Favoritenstellung. Die Mannschaft erschien mit ihrer üblichen Stammbesetzung, dem Meisterschaftsführenden Bernd Rosemeyer, Achille Varzi und Hans Stuck, während das vierte Auto dieses Mal wieder dem Nachwuchsfahrer Ernst von Delius zur Verfügung gestellt wurde.
Hauptkonkurrent war nach dem Wegfall von Mercedes-Benz Alfa Romeo, wie immer werksseitig vertreten durch die Scuderia Ferrari. Anders als Mercedes-Benz stellten sich die Italiener trotz der vorangegangenen Niederlagen weiter der Herausforderung und traten mit insgesamt vier aktuellen Alfa Romeo 12C-36 mit V12-Motor an, die seit dem Totalausfall von Bern noch einmal vollständig überarbeitet worden waren. Neben den Stammpiloten Tazio Nuvolari, René Dreyfus und Giuseppe Farina war als vierter Fahrer Antonio Brivio vorgesehen. Dieser hatte aber im Training einen Unfall, so dass als Reserve Carlo Pintacuda mit einem älteren Achtzylindertyp Alfa Romeo 8C-35 ins Team nachrückte.
Da Bugatti den neuen Bugatti Type 59/50B-Monoposto seit dem Großen Preis der Schweiz nicht wieder einsatzfähig machen konnte, wurde das Feld allein durch vier Maserati vervollständigt, bei denen es sich jedoch nur bei dem von Carlo Felice Trossi gefahrenen Maserati V8-RI um ein halbwegs modernes, wenn auch nicht allzu konkurrenzfähiges Modell handelte.
Wie im Vorjahr wurde in Monza die nach Rennleiter Vincenzo Florio benannte Kombination aus Straßen- und Ovalkurs gewählt, bei der jedoch die fünf über die Strecke verteilten Schikanen etwas modifiziert wurden, so dass die Belastung für die Bremsen eher noch etwas stärker ausfiel. Zum ersten Mal richtete sich nun auch beim italienischen Grand Prix die Startaufstellung nach den erzielten Trainingszeiten, so dass die beiden Auto Union von Rosemeyer und Stuck zusammen mit Nuvolaris Alfa Romeo die erste Startreihe belegten.
Als die Startflagge fiel, kam Stuck am besten weg, und schon eine Runde später war auch Rosemeyer an Nuvolari vorbeigegangen, so dass einmal mehr zwei Auto-Union-Rennwagen einen Grand Prix anführten. Hinter dem drittplatzierten Alfa Romeo folgten außerdem noch direkt die beiden übrigen Wagen des deutschen Teams. Dabei dauerte es nicht lange, bis der fünftplatzierte Juniorfahrer von Delius seinen wesentlich berühmteren italienischen Stallgefährten überholte. Varzi, dessen zunehmender Drogenkonsum im Team bereits bekannt war, hätte beinahe sogar das Rennen buchstäblich verschlafen und war erst wenige Minuten vor dem Start an der Strecke erschienen. In der elften Runde kam er schließlich mit überdrehtem Motor und überbeanspruchten Bremsen an die Box und weigerte sich trotz intensiver Diskussion, das Rennen fortzusetzen. An seiner Stelle übernahm Reservefahrer Rudolf Hasse das Cockpit, kam aber nur noch wenige Runden weit, bevor der Motor endgültig versagte.
In der Zwischenzeit hatte Rosemeyer in der vierten Runde die Führung von Stuck übernommen. Bald kam auch Nuvolari vorbei, konnte den Auto-Union-Fahrer aber nicht abschütteln. Als beide in der 17. Runde zur Überrundung von Trossi (Maserati) ansetzten, verschätzte sich Stuck, kam mit seinem Auto Union von der Strecke ab und wurde beim anschließenden Unfall aus dem Auto geschleudert. Glücklicherweise waren seine Verletzungen nicht lebensbedrohlich, aber das Rennen war für ihn damit beendet.
Im Anschluss stabilisierte sich das Renngeschehen deutlich und langsam machte sich eine gewisse Monotonie breit, die auch während der zur Rennmitte anstehenden Boxenstopps nicht durchbrochen werden konnte. Lediglich von Delius war dabei hinter Dreyfus auf dem zweiten Alfa Romeo zurückgefallen und konnte die alte Reihenfolge erst vier Runden vor Schluss wieder herstellen. Rosemeyer dagegen hatte das Rennen jederzeit unter Kontrolle und sicherte sich am Ende mit seinem Sieg unangefochten den Europameistertitel.

## Ergebnisse

### Meldeliste
| Team                       | Nr.             | Fahrer                | Info  | Chassis           | Motor                          | Reifen |
| -------------------------- | --------------- | --------------------- | ----- | ----------------- | ------------------------------ | ------ |
| Auto Union AG              | 02              | Hans Stuck            |       | Auto Union C      | Auto Union 6.0L V16 Kompressor | C      |
| Auto Union AG              | 04              | Bernd Rosemeyer       |       | Auto Union C      | Auto Union 6.0L V16 Kompressor | C      |
| Auto Union AG              | 06              | Achille Varzi a       |       | Auto Union C      | Auto Union 6.0L V16 Kompressor | C      |
| Auto Union AG              | 08              | Ernst von Delius      |       | Auto Union C      | Auto Union 6.0L V16 Kompressor | C      |
| Auto Union AG              |                 | Rudolf Hasse          | RES   | Auto Union C      | Auto Union 6.0L V16 Kompressor | C      |
| Auto Union AG              |                 | Wilhelm Sebastian     | RES   | Auto Union C      | Auto Union 6.0L V16 Kompressor | C      |
| Scuderia Torino            | 10              | Carlo Felice Trossi b |       | Maserati V8-RI    | Maserati 4.8L V8 Kompressor    | P      |
| Scuderia Torino            |                 | Ettore Bianco         | RES   | Maserati V8-RI    | Maserati 4.8L V8 Kompressor    | P      |
| Scuderia Torino            | 16              | Piero Dusio           |       | Maserati 6C-34    | Maserati 3.7L I6 Kompressor    | P      |
| Scuderia Maremmana         | 12              | Clemente Biondetti    |       | Maserati 6C-34    | Maserati 3.7L I6 Kompressor    | P      |
| Scuderia Maremmana         | 14              | Pietro Ghersi         |       | Maserati 6C-34    | Maserati 3.7L I6 Kompressor    | P      |
| Scuderia Maremmana         | Jacques de Rham |                       |       | Maserati 6C-34    | Maserati 3.7L I6 Kompressor    | P      |
| Scuderia Ferrari           | 18              | Tazio Nuvolari        |       | Alfa Romeo 12C-36 | Alfa Romeo 4.1L V12 Kompressor | E      |
| Scuderia Ferrari           | 20              | Antonio Brivio        | DNS c | Alfa Romeo 12C-36 | Alfa Romeo 4.1L V12 Kompressor | E      |
| Scuderia Ferrari           | 22              | Giuseppe Farina       |       | Alfa Romeo 12C-36 | Alfa Romeo 4.1L V12 Kompressor | E      |
| Scuderia Ferrari           | 24              | René Dreyfus          |       | Alfa Romeo 12C-36 | Alfa Romeo 4.1L V12 Kompressor | E      |
| Scuderia Ferrari           | 20              | Carlo Pintacuda       |       | Alfa Romeo 8C-35  | Alfa Romeo 3.8L I8 Kompressor  | E      |
| Automobiles Ettore Bugatti |                 | Jean-Pierre Wimille   | DNA d | Bugatti T59/50B   | Bugatti 4.7L I8 Kompressor     | M      |

### Qualifying
| Pos. | Fahrer                | Konstrukteur | Qualifikationstraining | Qualifikationstraining | Start |
| Pos. | Fahrer                | Konstrukteur | Zeit                   | Ø-Geschwindigkeit      | Start |
| ---- | --------------------- | ------------ | ---------------------- | ---------------------- | ----- |
| 01   | Bernd Rosemeyer       | Auto Union   | 2:56,4 min             | 142,860 km/h           | 01    |
| 02   | Hans Stuck            | Auto Union   | 2:58,8 min             | 140,940 km/h           | 02    |
| 03   | Tazio Nuvolari        | Alfa Romeo   | 3:00,6 min             | 139,530 km/h           | 03    |
| 04   | Ernst von Delius      | Auto Union   | 3:01,8 min             | 138,610 km/h           | 04    |
| 05   | Achille Varzi         | Auto Union   | 3:02,0 min             | 138,460 km/h           | 05    |
| 06   | Giuseppe Farina       | Alfa Romeo   | 3:10,0 min             | 132,630 km/h           | 06    |
| 07   | Carlo Maria Pintacuda | Alfa Romeo   | keine Zeit             |                        | 07    |
| 08   | René Dreyfus          | Alfa Romeo   | keine Zeit             |                        | 08    |
| 09   | Carlo Felice Trossi   | Maserati     | keine Zeit             |                        | 09    |
| 10   | Piero Dusio           | Maserati     | keine Zeit             |                        | 10    |
| 11   | Clemente Biondetti    | Maserati     | keine Zeit             |                        | 11    |
| 12   | Pietro Ghersi         | Maserati     | keine Zeit             |                        | 12    |

### Rennergebnis
| Pos. | Fahrer                            | Konstrukteur | Runden | Stopps | Zeit         | Start | Schnellste Runde | Ausfallgrund | EM-Punkte |
| ---- | --------------------------------- | ------------ | ------ | ------ | ------------ | ----- | ---------------- | ------------ | --------- |
| 01   | Bernd Rosemeyer                   | Auto Union   | 72     |        | 3:43:25,0 h  | 1     | 2:59,6 min       |              | 1         |
| 02   | Tazio Nuvolari                    | Alfa Romeo   | 72     |        | + 2:05,3 min | 3     |                  |              | 2         |
| 03   | Ernst von Delius                  | Auto Union   | 70     |        | + 2 Runden   | 4     |                  |              | 3         |
| 04   | René Dreyfus                      | Alfa Romeo   | 70     |        | + 2 Runden   | 8     |                  |              | 4         |
| 05   | Carlo Maria Pintacuda             | Alfa Romeo   | 68     |        | + 4 Runden   | 7     |                  |              | 4         |
| 06   | Piero Dusio                       | Maserati     | 59     |        | + 11 Runden  | 10    |                  |              | 4         |
| 07   | Carlo Felice Trossi Ettore Bianco | Maserati     | 49     |        | + 21 Runden  | 9     |                  |              | 5 / –     |
| —    | Giuseppe Farina                   | Alfa Romeo   | 57     |        | DNF          | 6     |                  | Unfall       | 4         |
| —    | Clemente Biondetti                | Alfa Romeo   | 30     |        | DNF          | 11    |                  | Motorschaden | 6         |
| —    | Achille Varzi Rudolf Hasse        | Auto Union   | 16     |        | DNF          | 5     |                  | Motorschaden | 7 / –     |
| —    | Hans Stuck                        | Auto Union   | 16     |        | DNF          | 2     |                  | Unfall       | 7         |
| —    | Pietro Ghersi                     | Maserati     | 2      |        | DNF          | 12    |                  | Motorschaden | 7         |

| Legende | Legende                                             | Legende   | Legende |
| Farbe   | Bedeutung                                           | EM-Punkte |         |
| ------- | --------------------------------------------------- | --------- | ------- |
| Gold    | Sieg                                                | 1         |         |
| Silber  | 2. Platz                                            | 2         |         |
| Bronze  | 3. Platz                                            | 3         |         |
| neutral | mehr als 75 % der Renndistanz zurückgelegt          | 4         |         |
| neutral | zwischen 50 % und 75 % der Renndistanz zurückgelegt | 5         |         |
| neutral | zwischen 25 % und 50 % der Renndistanz zurückgelegt | 6         |         |
| neutral | weniger als 25 % der Renndistanz zurückgelegt       | 7         |         |
| neutral | DNF – Rennen nicht beendet (did not finish)         | 8         |         |
| neutral | nicht angetreten oder nicht gestartet               | 8         |         |
| Schwarz | DSQ – disqualifiziert (disqualified)                | 8         |         |

## Anmerkung
1. ↑  Die Typenbezeichnung der Auto-Union-Rennwagen wurde von Fachautoren erst nachträglich zur Unterscheidung der einzelnen Modelle eingeführt.